# HD 163376
HD 163376，又名CD-4112231，SAO 228578、HR 6682，是一颗恒星，视星等为4.88，位于銀經350.18，銀緯-8.59，其B1900.0坐标为赤經17h 50m 41.4s，赤緯-41° -8.59′ 7″。